# Monte Argentario
Monte Argentario was ooit eiland, maar werd in het neolithicum door verzanding van twee tombolo's (Giannella en Feniglia) met het vasteland verbonden.
Het is als zodanig een gemeente in de Italiaanse provincie Grosseto (regio Toscane) die 12.937 inwoners telt (31 december 2004). De oppervlakte bedraagt 60,3 km², de bevolkingsdichtheid is 215 inwoners per km². Het hoogste punt bedraagt 635 meter.
De volgende frazioni maken deel uit van de gemeente: Porto Santo Stefano en Porto Ercole.
De naam Argentario komt van argentarius (geldlener), omdat het eiland in bezit was gekomen van Romeinse geldschieters in de 4e eeuw.
Van 1556 tot het congres van Wenen in 1814-15 was het eiland politiek onafhankelijk van Toscane en onder Spaans bestuur evenals Elba.
De schilder Caravaggio stierf in 1610 door hoge koorts in Porto Ercole. Recent werd op Monte Argentario een necropolis van de Etrusken gevonden.

## Demografie
Monte Argentario telt ongeveer 5553 huishoudens. Het aantal inwoners daalde in de periode 1991-2001 met 3,9% volgens cijfers uit de tienjaarlijkse volkstellingen van ISTAT.
| Jaar | Inwoneraantal |
| ---- | ------------- |
| 1991 | 12.643        |
| 2001 | 12.147        |

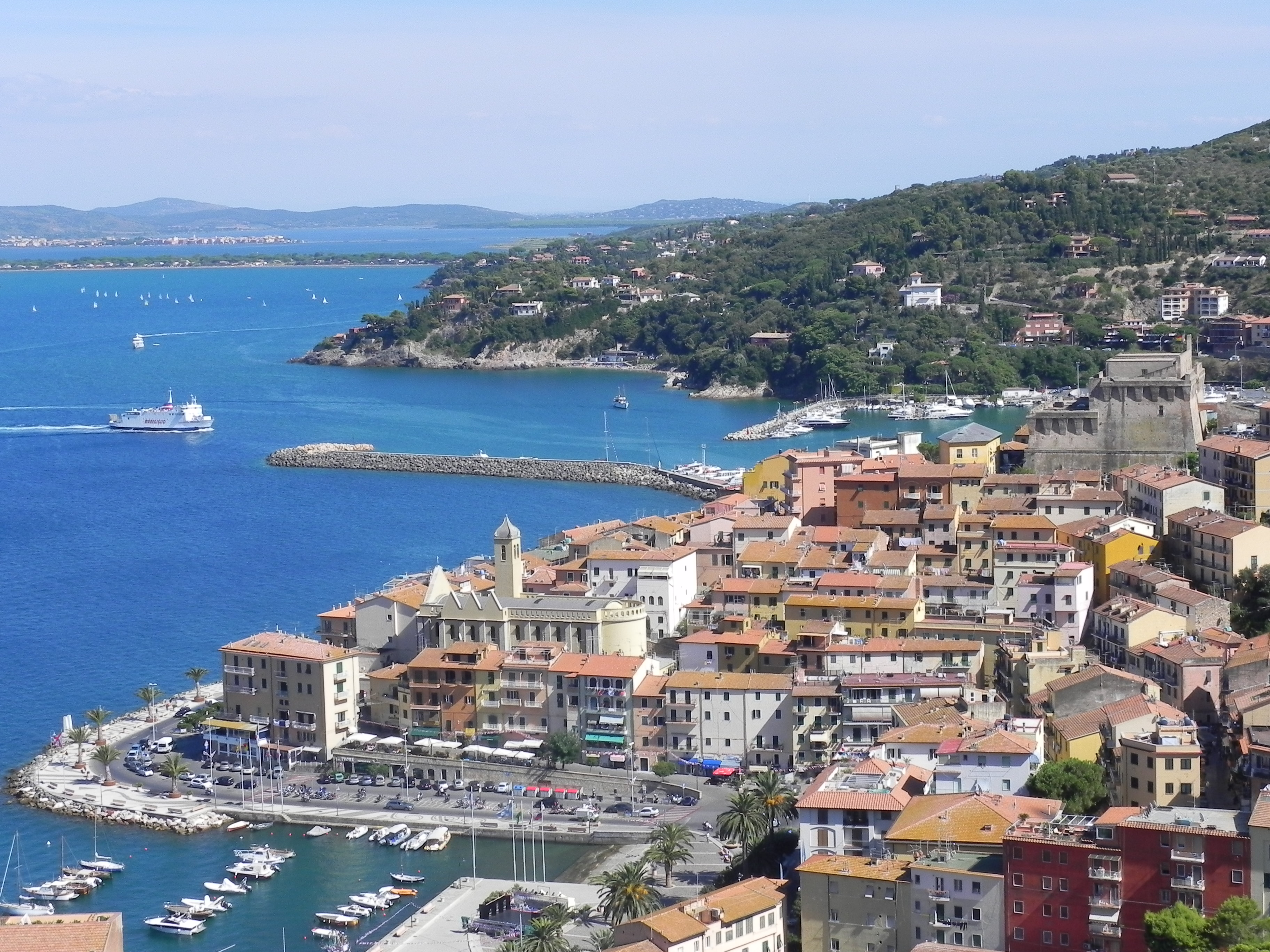
Porto Santo Stefano
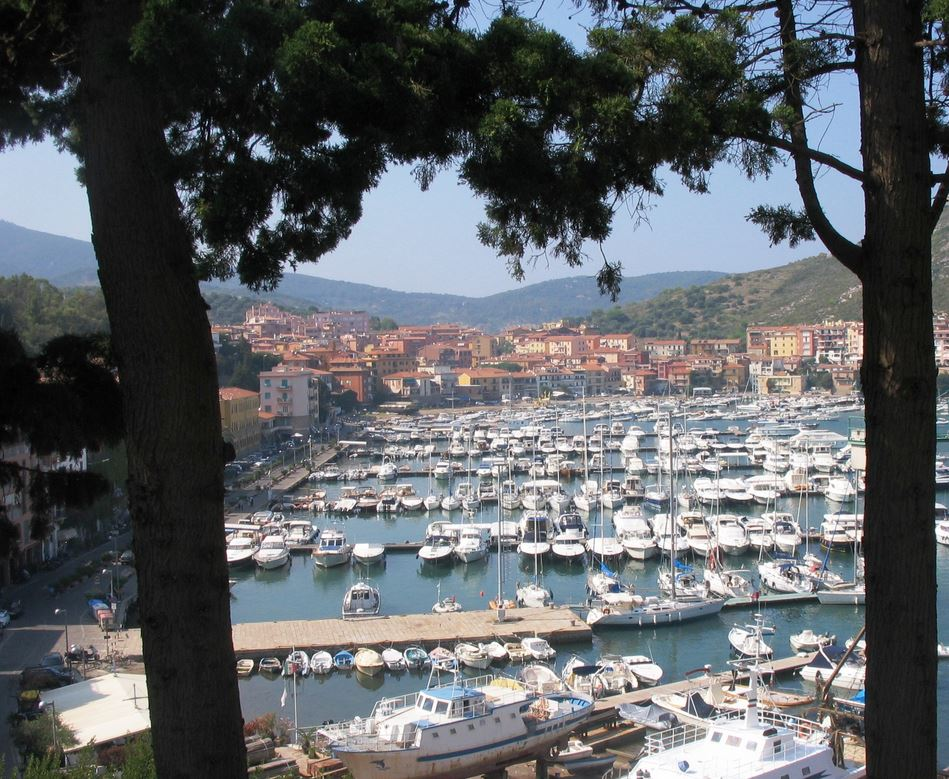
Porto Ercole
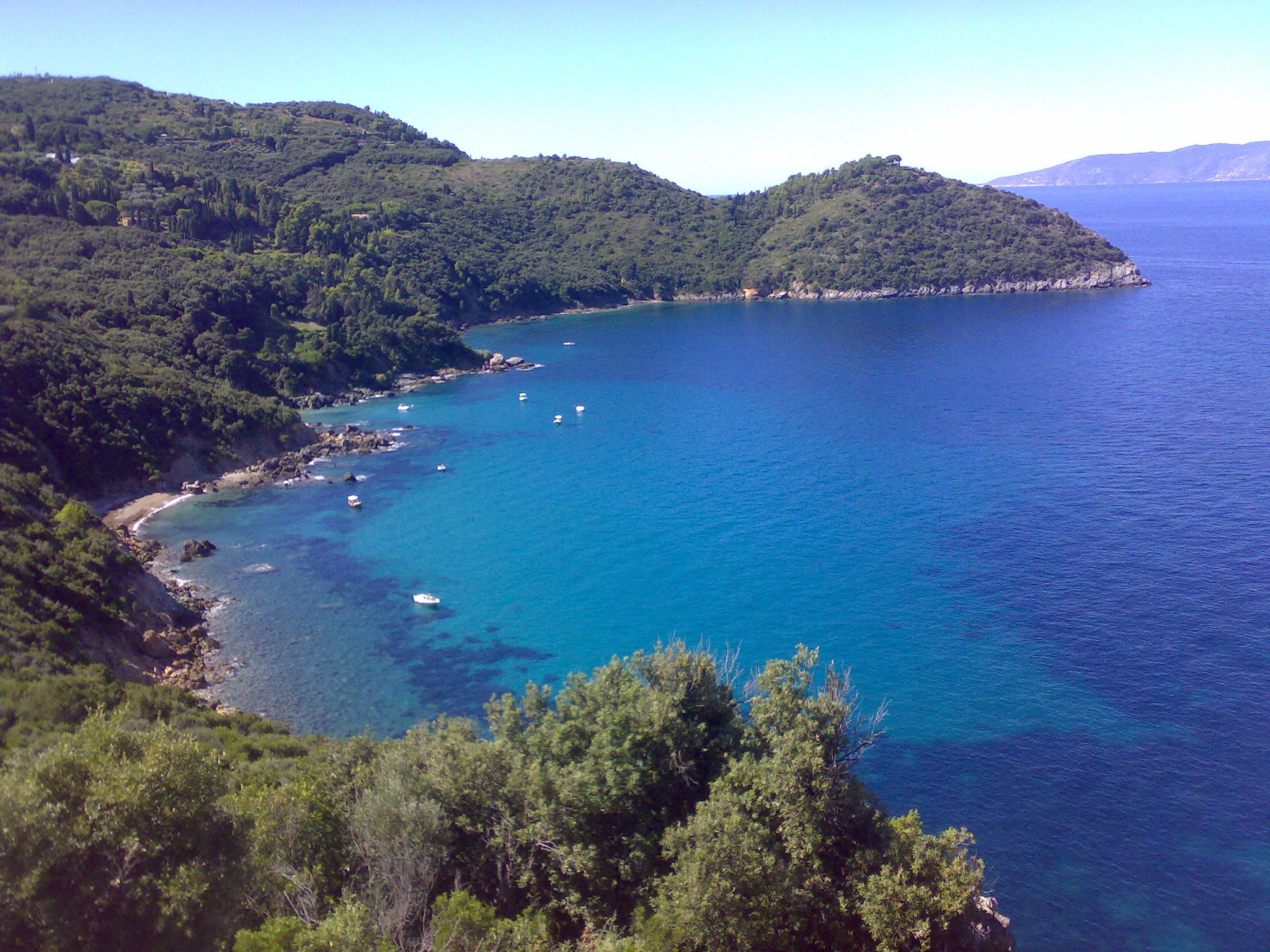
Cala Grande